# توآتوآ

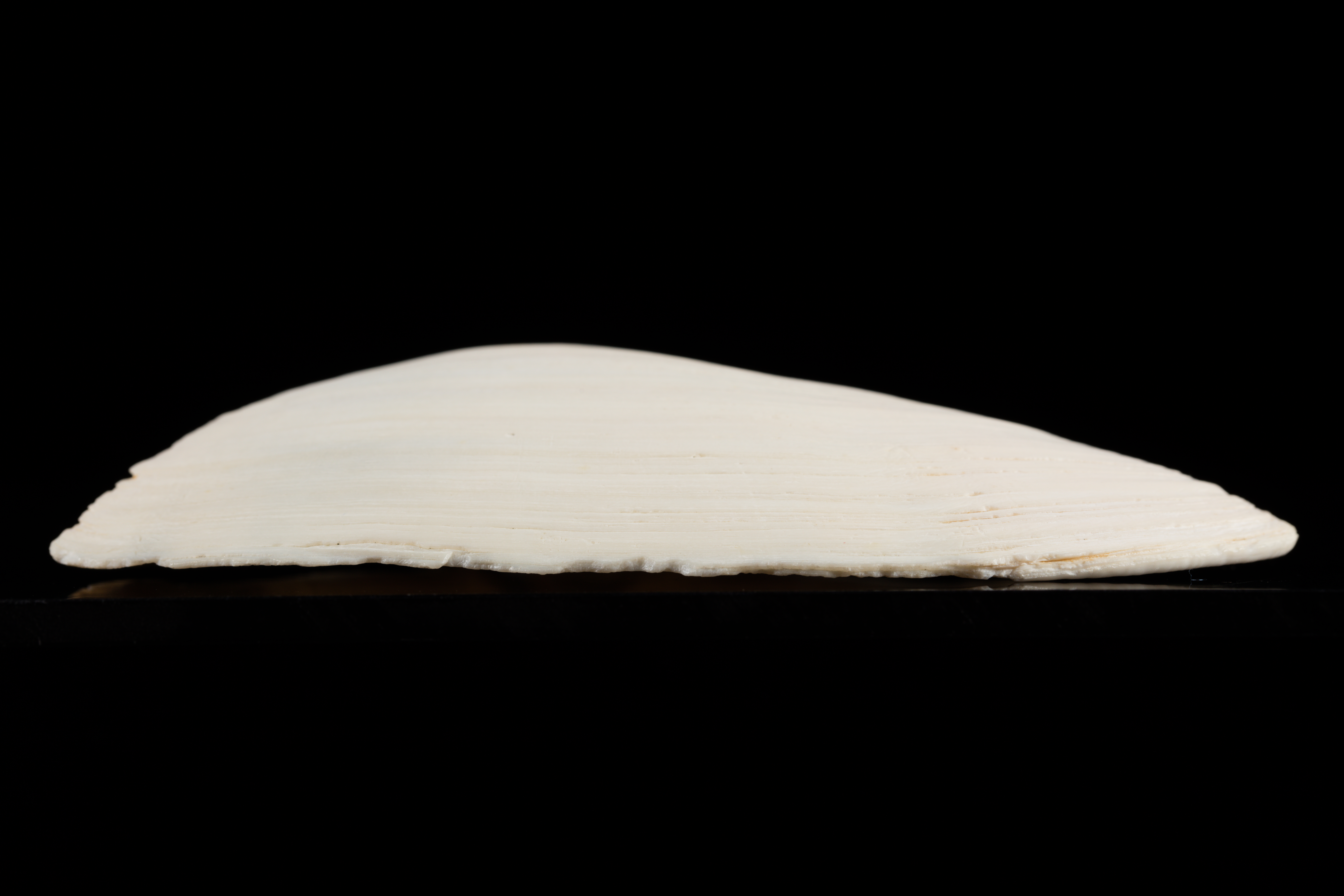
توآتوآ نام یک گونه صدف است که از راسته صدف های سفت پوسته است

توآتوآ (نام علمی: Paphies subtriangulata) نام یک گونه از راسته صدف‌های سفت‌پوسته است.